# NGC 222
NGC 222 (ook wel ESO 29-SC4, GC 118, Lindsay 24, Kron 19, OGLE-CL SMC 9 of h 2339) is een open sterrenhoop in het sterrenbeeld Toekan. Het bevindt zich, vanuit de Aarde gezien, aan de westelijke rand van de Kleine Magelhaense Wolk en maakt deel uit van een ketting van drie open sterrenhopen (de andere twee zijn NGC 220 en NGC 231). NGC 222 werd in op 1 augustus 1826 ontdekt door de Schots-Australische astronoom James Dunlop. De sterrenhoop is 70 tot 100 miljoen jaar oud.